# Kantat
Kantat (av lat. canto "sjunga", it. cantare) betecknar en måttligt lång komposition skriven för solosång, kör och orkester, med berättande text. Kantater har oftast flera satser. En kantat kan vara profan (kammarkantat), men ett betydande antal kantater är skapade inom det sakrala området (kyrkokantat). 
Kantater uppstod i Italien under barocken (1600- och tidigt 1700-tal), till en början utvecklad ur monodin såsom ett slags icke-scenisk opera. De första verk som kan kallas kantater, från början av 1600-talet, var skrivna för en röst med ackompanjemang av generalbas, till exempel cembalo, och ersatte madrigalen som genre. Till skillnad från madrigalen bestod kantaten av recitativ och arior. Med tiden blev det vanligt med stråkorkester till kantaterna. Namnet kantat kom av att stycket var sjunget, och inte spelat (sonata). Med Giacomo Carissimi infördes kantaten till kyrkan (cantata da chiesa), men han skrev också kammarkantater (cantata da camera).
Särskilt kända är J.S. Bachs kyrkokantater, både för sitt stora antal och sin höga kvalitet. Bach skrev 200 kyrkokantater, för kyrkoårets alla söndagar och helgdagar, samt 16 kammarkantater. Bland kammarkantaterna är de mest kända "Schafe können sicher weiden" och "Bondekantaten" (med den välkända sången "Nu grönskar det i dalens famn") och den så kallade "Kaffekantaten", en hyllning till det njutningfyllda nöjet att dricka kaffe, en nymodighet på 1700-talet. Under sin tid som organist i Thomaskyrkan i Leipzig - från 1723 fram till sin död 1750 - skrev Bach de flesta av sina vokala kyrkomusikaliska verk. Alessandro Scarlatti skrev 600 kantater.
Kantat kan också inom litteraturvetenskapen syfta på en dikt som bildar den sjungna texten till en kantat. Sådana kantater är ofta författade till högtidliga tillfällen - inom svensk litteratur märks bland annat Johan Henric Kellgrens Kantat 1789, Viktor Rydbergs Kantat vid jubelfestpromotionen i Uppsala 1877 och Gunnar Mascoll Silfverstolpes Kantat vid Uppsala universitets 450-årsjubileum 1927.